# Leistera denuda
Leistera denuda là một loài bướm đêm trong họ Noctuidae.